# Den (dagstidning)
Den (ukrainska: День) är en ukrainsk tidning. Tidningen anses vara ideologiskt centrist.
Tidningens chefredaktör är Larysa Ivsjyna.